# Max Egon II. zu Fürstenberg
Maximilian Egon II. Fürst zu Fürstenberg (vollständiger Name: Maximilian Egon II. Christian Karl Aloys Emil Leo Richard Anton Fürst zu Fürstenberg, Landgraf in der Baar und zu Stühlingen, Graf zu Heiligenberg und Werdenberg, * 13. Oktober 1863 in Lana, Böhmen; † 11. August 1941 auf Schloss Heiligenberg am Bodensee) war ein aus Böhmen stammender Standesherr, Großgrundbesitzer und Politiker. Er war seit 1896 Oberhaupt des Fürstenhauses Fürstenberg mit dem Adelsprädikat Durchlaucht (S.D.) und galt als enger Vertrauter Kaiser Wilhelms II.

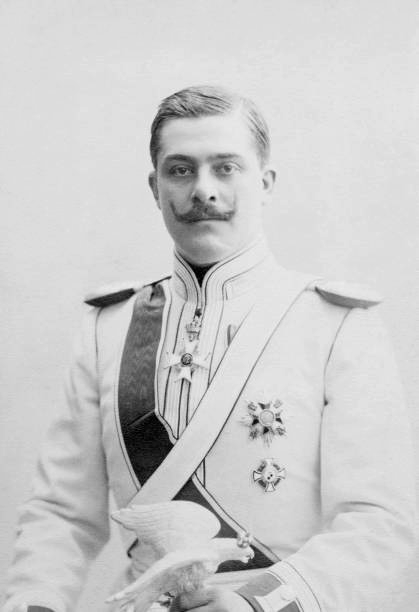
Max Egon zu Fürstenberg in den 1890er Jahren

## Leben
Maximilian Egon II. war der Sohn von Fürst Max Egon I. zu Fürstenberg (1822–1873) und Fürstin Leontina, geb. Gräfin von Khevenhüller-Metsch (1843–1914). Als Kind besuchte er ein Gymnasium in Prag. Anschließend studierte er Rechtswissenschaften an den Universitäten Bonn und Wien. 1884 wurde er, wie sein Freund Kronprinz Wilhelm, Mitglied des Corps Borussia Bonn. Sein Vater starb früh, so dass er bereits in jungen Jahren 1886 die grundherrlichen Rechte und Besitzungen, die Sekundogeniturfideikommiss in Pürglitz übernahm. Gleichzeitig wurde er dadurch Mitglied des Österreichischen Herrenhauses. Anfang der 1890er Jahre schloss er sich dem liberal-zentralistischen Verfassungstreuen Großgrundbesitz an und wurde einer der wichtigsten Vertreter dieser Partei.

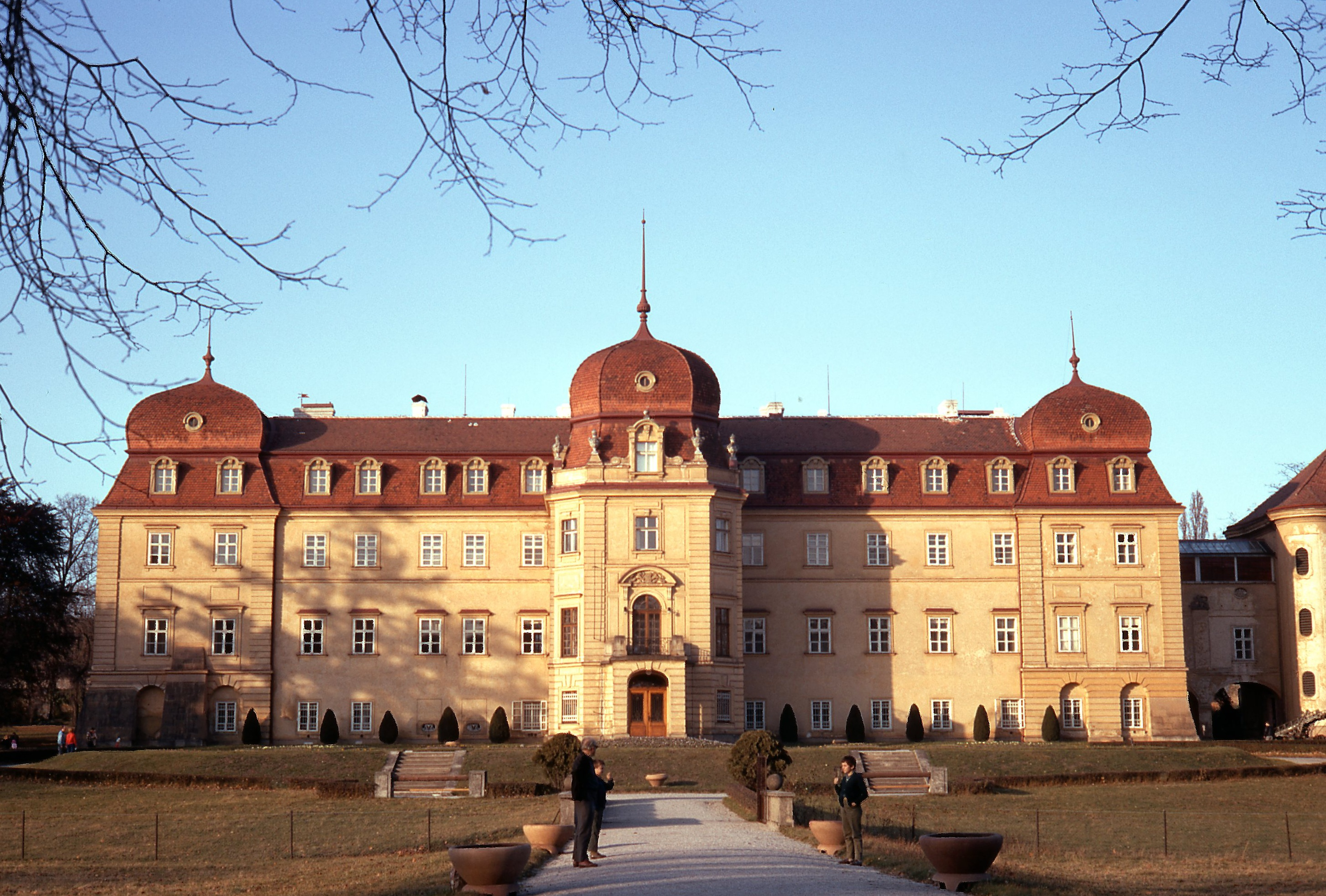
Schloss Lány

Im Jahr 1896 starb die schwäbische Stammlinie der Fürstenhauses Fürstenberg mit Carl Egon zu Fürstenberg aus, wodurch Max Egon II. Chef des nunmehr vereinigten fürstlichen Hauses Fürstenberg wurde. Er lebte abwechselnd auf Schloss Lány (heute Sommersitz der Präsidenten der Tschechischen Republik) in seinen böhmischen Besitzungen, auf Schloss Heiligenberg, in Wien oder in Berlin. Für die zahlreichen Reisen benutzte er einen luxuriösen Salonwagen, der an die Schnellzüge angehängt wurde. In Österreich hatte er nach wie vor großen Einfluss in der Partei der Verfassungstreuen Großgrundbesitzer. 1906 übernahm er die Obmannschaft, war aber nur noch selten in Wien und versuchte Politik mittels umfangreicher Korrespondenz zu betreiben. Politisch gehörte er damit zum Lager der deutschen Whigs, das heißt zur Gruppe von Hochadeligen, die gemäßigt liberale Ansichten vertraten. Im Jahr 1908 wurde er Vizepräsident des Österreichischen Herrenhauses.
Fürstenberg war Ehrenritter des Malteserordens, Ritter des österreichischen Ordens vom Goldenen Vlies und des preußischen Schwarzen Adlerordens. Am preußischen Hof bekleidete er den Ehrenrang des Oberstmarschalls, wodurch er im Hofrangreglement an vierter Stelle (von 62) rangierte – noch vor seinen sämtlichen Standesgenossen. Er wurde auch Mitglied im preußischen Herrenhaus und in der ersten Kammer sowohl Württembergs als auch Badens. Aufgrund seiner, vor allem seit dem Erbfall, umfangreichen Besitzungen war er eine der reichsten Privatpersonen im Deutschen Kaiserreich.
Gemeinsam mit Fürst Christian Kraft zu Hohenlohe-Öhringen gründete er eine Handelsgesellschaft (auch „Fürstentrust“ genannt). Diese brach 1913 in spektakulärer Weise zusammen. Der Zusammenbruch führte zu einer allgemeinen Bankenkrise. Die Liquidierung des Trusts erfolgte durch die Deutsche Bank unter Arthur von Gwinner infolge der persönlichen Intervention Wilhelm II. Dessen ungeachtet gelang es dem Fürsten zu Fürstenberg, dessen Vermögen vor dem Zusammenbruch auf 300 bis 400 Millionen Mark geschätzt wurde und der bei dem Absturz 18 Millionen verlor, die Affäre relativ unbeschadet zu überstehen. Im Gegensatz zu seinem (mit rund 200 Mio. Mark etwas weniger vermögenden) Geschäftspartner Christian Kraft, der sich zum Verkauf großer Besitzungen gezwungen sah und als „ruiniert“ betrachtete, musste Fürstenberg keinen Ehrverlust unter seinen Standesgenossen erdulden, weil der Kaiser sich hinter ihn stellte und Hohenlohe-Öhringen allein für die Katastrophe verantwortlich machte.
Max Egon war nicht erst seit der Eulenburg-Krise von 1907 einer der engsten Freunde des deutschen Kaisers Wilhelm II., der 14-mal auf Fürstenbergs Schloss in Donaueschingen als Jagdgast weilte. Über die Reichweite und Wirkung seines politischen Einflusses ist sich die Geschichtswissenschaft jedoch uneins. Durch sein gutes Verhältnis zu Erzherzog Franz Ferdinand nannte man ihn das lebendige Bindeglied zwischen den Verbündeten Mächten Österreich-Ungarn und Deutschland. Nach Ansicht der deutsch-britischen Historikerin Karina Urbach wird seine wichtige Rolle in der Vorkriegspolitik besonders nach dem von ihm mitbetriebenen Sturz seines Intimfeindes Fürst Bülow als Reichskanzler bis heute unterschätzt. In ihrer 2015 veröffentlichten Studie Go-Betweens analysiert und unterstreicht sie den bedeutenden Einfluss, den Max Fürstenberg hinter den Kulissen auf die Person des Deutschen Kaisers, die Entscheider im Auswärtigen Amt und den Zusammenhalt des Zweibundes im Vorfeld der Julikrise ausübte.
Im Ersten Weltkrieg diente Fürstenberg sowohl in der deutschen Armee als auch in der k.u.k. Armee als Generalmajor (seit 4. April 1918), meist als reitender bzw. fahrender Ordonnanzoffizier.

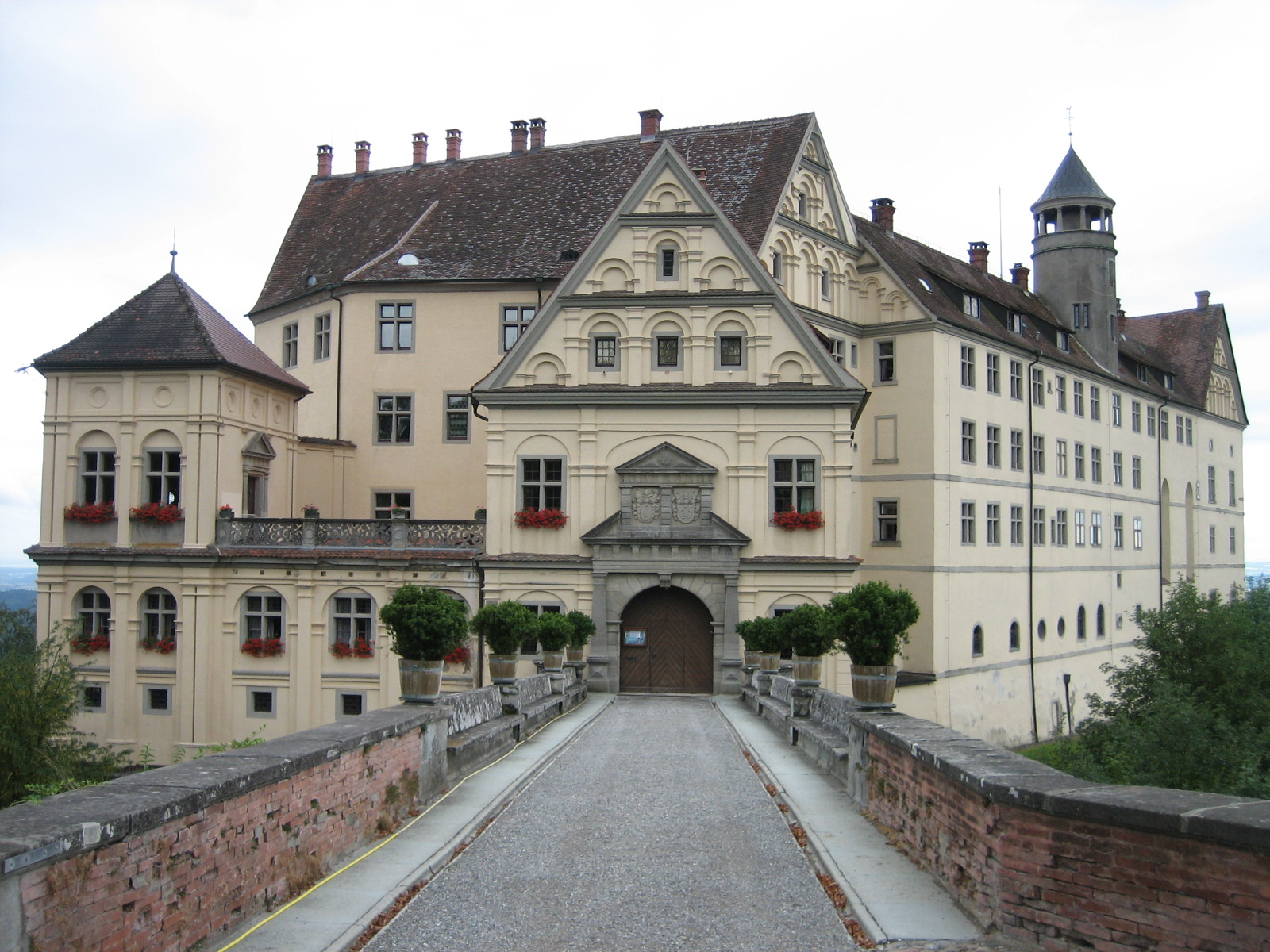
Schloss Heiligenberg

Nach dem Ende des Weltkriegs verkaufte er seine Besitzungen in der neu entstandenen Tschechoslowakei und beschränkte sich auf seine deutschen Güter.
In Donaueschingen begründete er 1921 die „Kammermusikaufführungen zur Förderung der zeitgenössischen Tonkunst“, heute Donaueschinger Musiktage, wo Komponisten wie Bartók, Hindemith, Schönberg, Webern oder Alban Berg Uraufführungen absolvierten. Er förderte den Verein für Geschichte des Bodensees und seiner Umgebung, wofür dieser ihn 1934 zum Ehrenmitglied ernannte.
Politisch stand Fürstenberg in der Weimarer Republik dem Stahlhelm nahe. Nach der „Machtergreifung“ der Nationalsozialisten war er im Zuge der „Selbstgleichschaltung“ (Rüdiger Hachtmann) des Stahlhelm unter Franz Seldte mit der Überführung der Stahlhelmorganisationen in die SA und andere NS-Parteigliederungen befasst. Nach einer Besprechung mit Hitler im November 1933 äußerte er sich begeistert: „Es war herrlich, diesem einzig großen Mann gegenüberstehen zu dürfen“. Fürstenberg trat Mitte 1933 in die NSDAP ein und wurde 1938 zum SA-Standartenführer ernannt. „Neben opportunistischer Anpassung aus rationalen Kosten-Nutzen-Kalkulationen hatte den alternden Fürsten offenbar auch die emotionale Seite des allgemeinen Aufbruchs erfasst.“

## Familie
Fürst Max Egon II. zu Fürstenberg war mit Irma Gräfin von Schönborn-Buchheim (1867–1948) verheiratet, die in jungen Jahren eine bekannte Schönheit am Wiener Hof war. Ihre älteste Schwester Anna war mit Gottfried zu Hohenlohe-Langenburg, die Schwester Franziska (Fanny) mit Konrad zu Hohenlohe-Schillingsfürst verheiratet.
Aus ihrer Ehe gingen fünf Kinder hervor:
- Karl Egon V. zu Fürstenberg (1891–1973)
- Léontine Prinzessin zu Fürstenberg (1892–1979)
- Anna Prinzessin zu Fürstenberg (1894–1928) ⚭ Franz Eduard Fürst zu Khevenhüller-Metsch (1889–1977)
- Maximilian Egon zu Fürstenberg (1896–1959)
- Friedrich Eduard zu Fürstenberg (1898–1916)

## Porträts
Von Max Egon II. zu Fürstenberg und seiner Frau sind zahlreiche Porträts bekannt, darunter auch solche vom führenden Porträtmaler Philip Alexius de László.

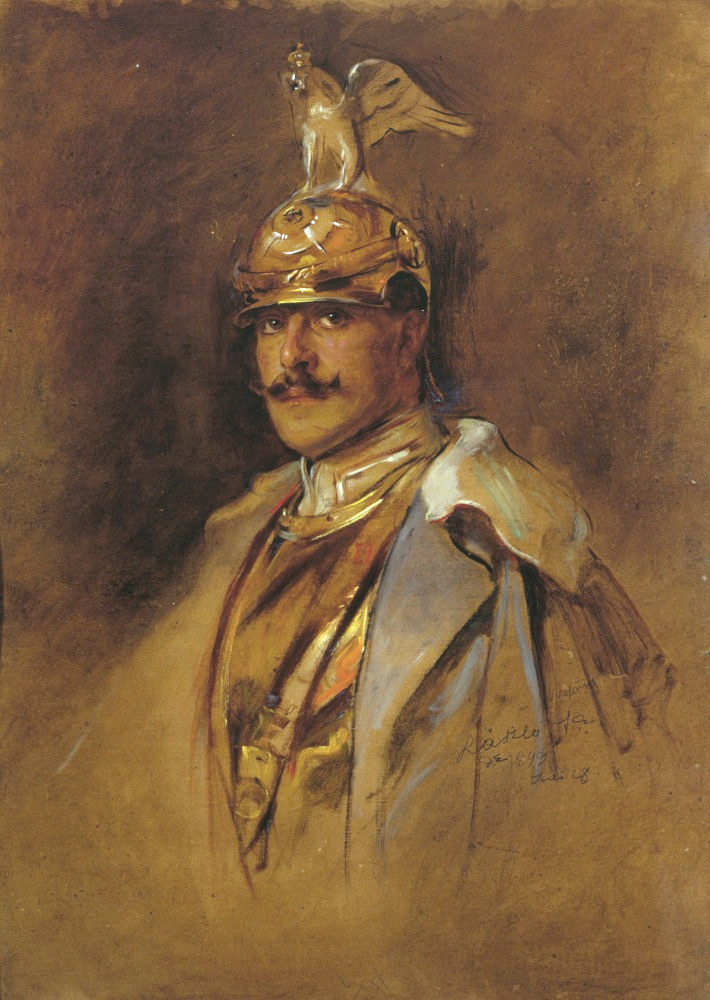
Porträt des Fürsten 1899 durch Philip de László
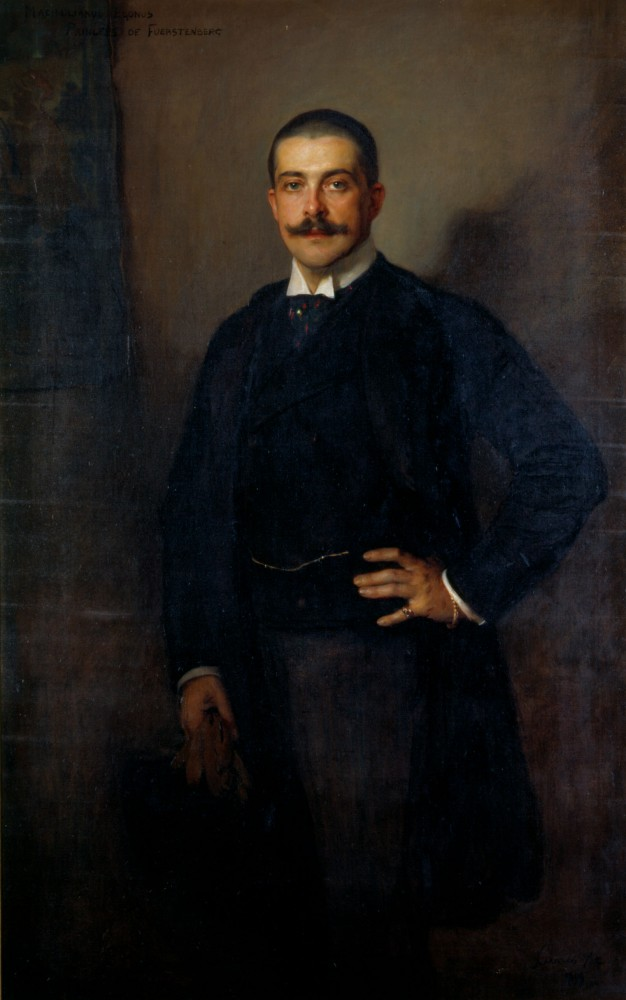
Porträt des Fürsten 1899 durch Philip de László
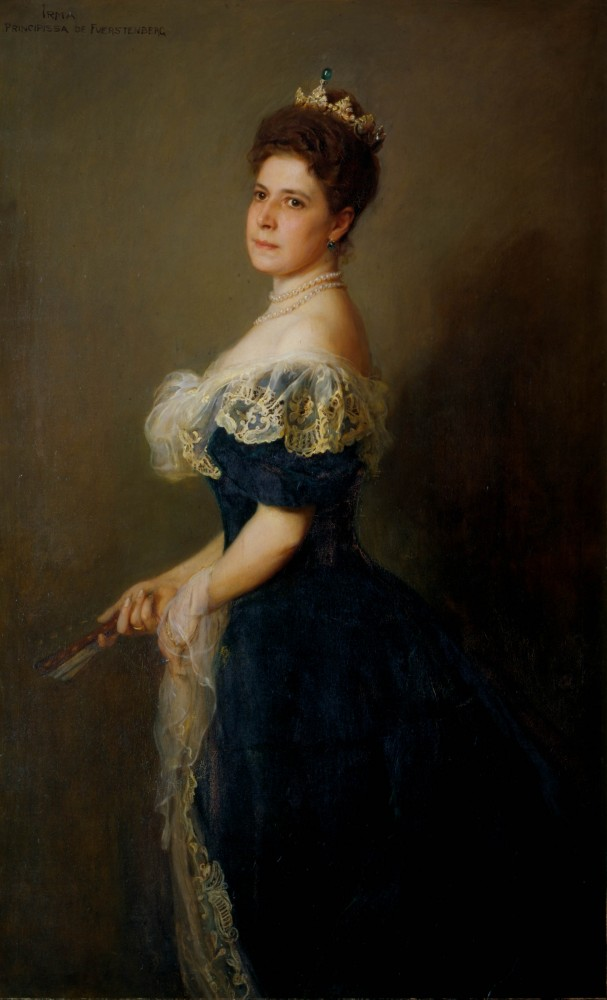
Porträt der Fürstin Irma 1899 durch Philip de László
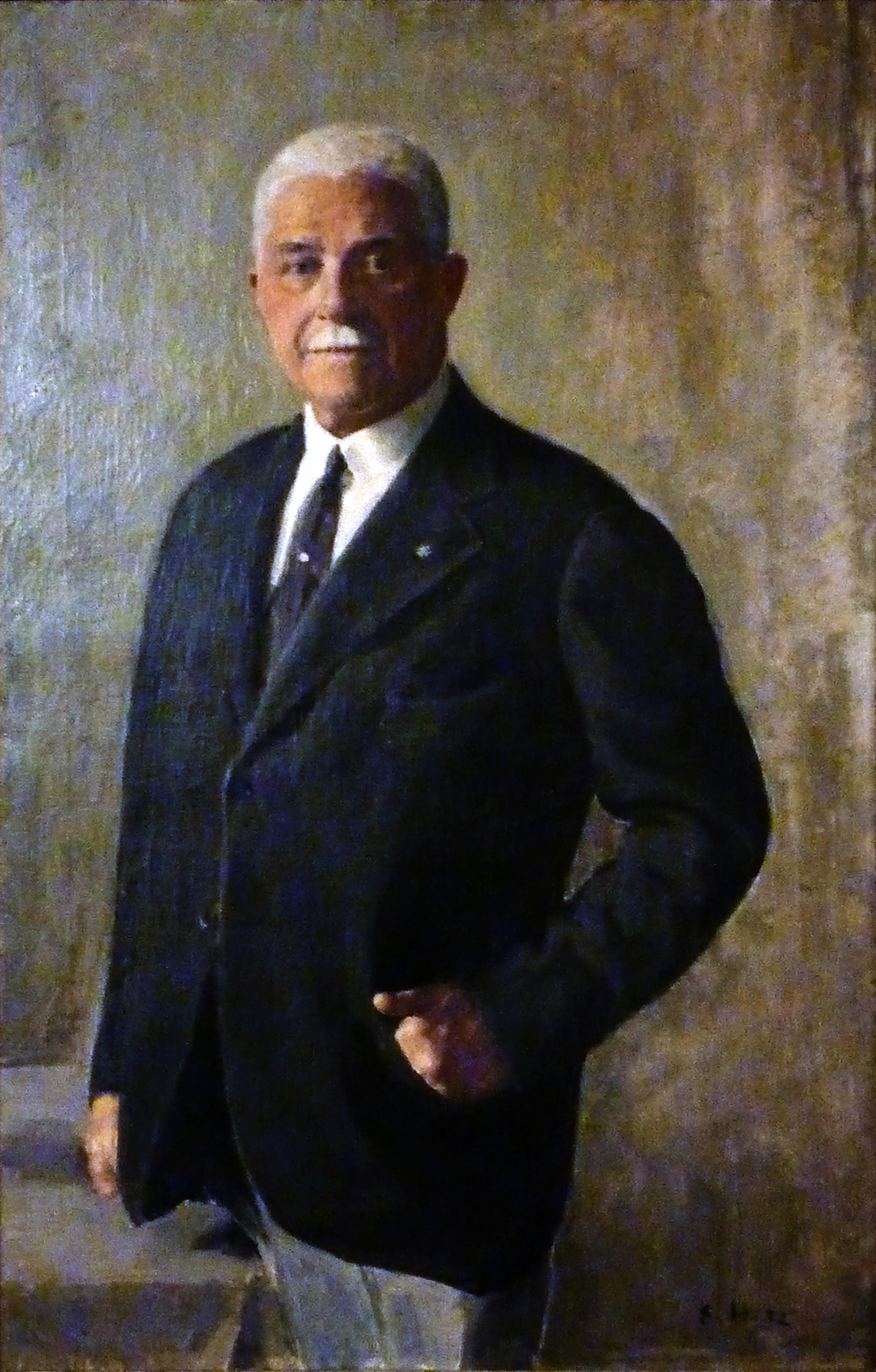
Max Egon Fürst zu Fürstenberg, 1932